# (6512) de Bergh
(6512) de Bergh (1987 SR1) – planetoida z grupy pasa głównego asteroid okrążająca Słońce w ciągu 4,12 lat w średniej odległości 2,57 j.a. Odkryta 21 września 1987 roku.